# Sube y baja (película)
Sube y baja es una película de comedia y deporte mexicana de 1959 dirigida por Miguel M. Delgado y protagonizada por Mario Moreno «Cantinflas», Teresa Velázquez, Georgina Barragán, Joaquín García «Borolas», Domingo Soler y Carlos Agostí. Ésta fue la última película con el nombre del personaje de Cantinflas a finales de la década de los 50,[cita requerida] cuya dirección de fotografía fue de Alex Phillips.En la cual destaca el debut cinematográfico de la actriz peruana, Ofelia Montesco y la presentación musical de las Hermanas Benítez.

## Argumento
La pasión de Cantinflas por el deporte llega hasta Don Gaspar (Domingo Soler), quien es un empresario y propietario de una tienda departamental deportiva conocida como "El palacio de los deportes" de la Ciudad de México, después de observarlo practicar un partido de fútbol americano, decide contratarlo como vendedor. 
Una vez que Cantinflas empieza a trabajar, comete varios errores, es degradado hasta llegar a ser ascensorista. A pesar de esto, Don Gaspar decide enviarlo a la ciudad de Acapulco, con el fin de obtener un contrato con Jorge Maciel (Carlos Agostí), un deportista con fama mundial; y así obtener prestigio para su empresa.
Borolas (Joaquín García Vargas), el compadre de Cantinflas, lo acompaña en su viaje, pero Cantinflas al llegar al hotel y registrarse es confundido con el atleta famoso por una mujer joven hermosa y millonaria llamada Lucy (Teresa Velázquez), quien se enamora de él y con la ayuda de su hermana Margarita (Georgina Barragán) planea conquistarlo. 
Cantinflas aprovecha la situación y continúa fingiendo su identidad, compite en diferentes eventos deportivos de los cuales sorprendentemente gana todos, haciendo sentir felices a Margarita y Lucy. Al ver triunfar a Cantinflas en todas las categorías deportivas, ésta última queda completamente enamorada de él, le propone vivir juntos, pero Cantinflas ya no quiere seguirle mintiendo.
Sin embargo, llega el verdadero Jorge Maciel al hotel, se percata de lo ocurrido, pero prefiere mantener su identidad aislada y registrarse con otro nombre, con el fin para observar al impostor y saber que pretende.
El verdadero Jorge Maciel se presenta ante Cantinflas y lo encara, Cantinflas le explica que todo lo hizo por amor a Lucy y que no quería decepcionar a su amada y que inicialmente él llegó a la ciudad de Acapulco para obtener un contrato con Maciel.
Ahora Cantinflas tendrá que regresar a la Ciudad de México con Don Gaspar, sin dinero, sin el amor de Lucy y sin el contrato de Jorge Maciel.
Uno de los amigos de Lucy escuchó todo el relato y la buscó para contarle, mientras tanto Cantinflas parte sin despedirse de Lucy para no decepcionarla.
Al otro día Lucy se entera de la traición y Margarita la tranquiliza dejándola ir a la Ciudad de México en búsqueda de Cantinflas. Don Gaspar se encontraba muy decepcionado y molesto con Cantinflas por no concluir su mandato y lo regresa a su puesto de ascensorista, así por lo menos desquitará todo lo que gastó en su viaje.
Pensando que todo estaba perdido para Cantinflas, llega a la tienda el atleta Jorge Maciel en búsqueda de Don Gaspar, conmovido por el relato de Cantinflas decide firmar con la empresa, no sin antes asegurar que Cantinflas sea promovido y beneficiado económicamente.
Lucy llega a la Ciudad de México y al entrar a la tienda ve a Cantinflas en su puesto y se decepciona al instante, pero al final Cantinflas se gana su corazón con su propio estilo.

## Reparto
- Mario Moreno como Cantinflas/Felipe Del Hoyo/Falso Jorge Maciel.
- Teresa Velázquez como Lucy.
- Georgina Barragán como Margarita, hermana de Lucy.
- Joaquín García Vargas como Borolas, compadre de Cantinflas (como Joaquín García Vargas "Borolas").
- Domingo Soler como Don Gaspar.
- Carlos Agostí como Jorge Maciel/Luigi Martinelli.
- Alejandro Ciangherotti como Pedro, acompañante de Lucy.
- Luis Manuel Pelayo
- Mercedes Ruffino como Adelaida, esposa de Don Gaspar (como Mercedes V. de Ruffino).
- León Barroso como Señor Robalo.
- Eduardo Charpenel
- Alberto Catalá como Giacomo, asistente de Jorge Maciel.
- José «El Ojón» Jasso como árbitro de fútbol americano.
- Armando Gutiérrez
- Pedro Elviro (como Pedro Elviro "Pitouto")
- José Luis Caro
- Carlos León
- Felipe de Flores
- Carlos Robles Gil
- Margarito Luna
- Salvador Terroba
- Roberto Meyer
- Manuel Trejo Morales
- Ricardo Adalid
- Roy Fletcher
- Lina Marín
- Hermanas Benítez como ellas mismas.
- Ofelia Montesco como Mujer en elevador (no acreditada).

## Curiosidades
- Esta película cuenta con el debut de la actriz peruana Ofelia Montesco y la presentación musical de las Hermanas Benítez.
- Es la última vez que Cantinflas visita la ciudad y el puerto de Acapulco, los cuales son idénticos a los que aparecieron por primera vez en la anterior película, El bolero de Raquel (1957) y los mismos para los episodios de El Chavo del Ocho y El Chapulín Colorado de 1977.
- En esta película Cantinflas se hace una especie de rejuvenecimiento para no verse tan mayor a comparación de Tere Velázquez ya que en esos momentos Cantinflas contaba con 48 años de edad, mientras que Teresa Velázquez tenía 17 años. Se puede notar en el rostro de Cantinflas que sus cejas están más delineadas que de costumbre y además se ve más cuidado del rostro.